# Tour de Eslovaquia 2021
La 65.ª edición del Tour de Eslovaquia fue una carrera de ciclismo en ruta por etapas que se celebró entre el 15 y el 19 de septiembre de 2021 con inicio en la ciudad de Košice y final en la ciudad de Trnava en Eslovaquia. El recorrido constó de un total de 5 etapas sobre una distancia total de 692,1 km.
La carrera hizo parte del circuito UCI Europe Tour 2021 dentro de la categoría 2.1 y fue ganada por el eslovaco Peter Sagan del Bora-Hansgrohe. Completaron el podio, como segundo y tercer clasificado respectivamente, el alemán Jannik Steimle del Deceuninck-Quick Step y el neerlandés Cees Bol del DSM.

## Equipos participantes
Tomaron parte en la carrera 21 equipos, de los cuales 7 fueron de categoría UCI WorldTeam, 5 de categoría UCI ProTeam, 8 de categoría Continental y la selección nacional de Eslovaquia, quienes conformaron un pelotón de 144 ciclistas de los cuales terminaron 105. Los equipos participantes fueron:
| WorldTeams (7)- Deceuninck-Quick Step - Bora-Hansgrohe - Team DSM - Astana-Premier Tech - Israel Start-Up Nation - Qhubeka NextHash - Team BikeExchange ProTeams (5)- Bardiani CSF Faizanè - Uno-X Pro Cycling Team - Team Novo Nordisk - Equipo Kern Pharma - Gazprom-RusVelo Equipos continentales (8)- Dukla Banská Bystrica - Cycling Academy Trenčín - Elkov-Kasper - Adria Mobil - Cycling Team Friuli ASD - Maloja Pushbikers - HRE Mazowsze Serce Polski - Topforex ATT Investments Equipo nacional- Eslovaquia |
| |

## Etapas
| Etapa     | Fecha     | Recorrido                       | type            | Distancia (km) | Ganador              | Líder        |
| --------- | --------- | ------------------------------- | --------------- | -------------- | -------------------- | ------------ |
| Prólogo   | 15 de sep | Košice – Košice                 | prólogo         | 1,6            | Kaden Groves         | Kaden Groves |
| 1.ª etapa | 16 de sep | Košice – Košice                 | etapa escarpada | 158,4          | Álvaro Hodeg         | Álvaro Hodeg |
| 2.ª etapa | 17 de sep | Spišské Podhradie – Dolný Kubín | etapa escarpada | 179,7          | Jannik Steimle       | Álvaro Hodeg |
| 3.ª etapa | 18 de sep | Dolný Kubín – Považská Bystrica | etapa escarpada | 193,2          | Kristoffer Halvorsen | Peter Sagan  |
| 4.ª etapa | 19 de sep | Trenčianske Teplice – Trnava    | etapa escarpada | 159,2          | Itamar Einhorn       | Peter Sagan  |

## Desarrollo de la carrera

### Prólogo
| Košice - Košice | prólogo | (1,6 km) |

| \| Clasificación de la etapa \| Clasificación de la etapa \| Clasificación de la etapa \| Clasificación de la etapa \| Clasificación de la etapa \| \| Ciclista \| Ciclista \| Equipo \| Tiempo \| \| \| ------------------------- \| ------------------------- \| ------------------------- \| ------------------------- \| ------------------------- \| \| 1.º \| Kaden Groves \| BikeExchange \| 1 min 50 s \| \| \| 2.º \| Jannik Steimle \| Deceuninck-Quick Step \| + 0 s \| \| \| 3.º \| Marceli Bogusławski \| HRE Mazowsze Serce Polski \| + 1 s \| \| \| 4.º \| Cees Bol \| Team DSM \| + 1 s \| \| \| 5.º \| Álvaro Hodeg \| Deceuninck-Quick Step \| + 1 s \| \| \| 6.º \| Casper Pedersen \| Team DSM \| + 1 s \| \| \| 7.º \| Maciej Bodnar \| Bora-Hansgrohe \| + 2 s \| \| \| 8.º \| Frederik Madsen \| Uno-X Pro Cycling Team \| + 2 s \| \| \| 9.º \| Jason Osborne \| Deceuninck-Quick Step \| + 2 s \| \| \| 10.º \| Peter Sagan \| Bora-Hansgrohe \| + 3 s \| \| |                     |                           |            |
| |                     |                           |            |
| |                     |                           |            |
| Clasificación de la etapa |                     |                           |            |
| Ciclista | Ciclista            | Equipo                    | Tiempo     |
| 1.º | Kaden Groves        | BikeExchange              | 1 min 50 s |
| 2.º | Jannik Steimle      | Deceuninck-Quick Step     | + 0 s      |
| 3.º | Marceli Bogusławski | HRE Mazowsze Serce Polski | + 1 s      |
| 4.º | Cees Bol            | Team DSM                  | + 1 s      |
| 5.º | Álvaro Hodeg        | Deceuninck-Quick Step     | + 1 s      |
| 6.º | Casper Pedersen     | Team DSM                  | + 1 s      |
| 7.º | Maciej Bodnar       | Bora-Hansgrohe            | + 2 s      |
| 8.º | Frederik Madsen     | Uno-X Pro Cycling Team    | + 2 s      |
| 9.º | Jason Osborne       | Deceuninck-Quick Step     | + 2 s      |
| 10.º | Peter Sagan         | Bora-Hansgrohe            | + 3 s      |

| \| Clasificación general \| Clasificación general \| Clasificación general \| Clasificación general \| Clasificación general \| \| Ciclista \| Ciclista \| Equipo \| Tiempo \| \| \| --------------------- \| --------------------- \| ------------------------- \| --------------------- \| --------------------- \| \| 1.º \| Kaden Groves \| BikeExchange \| 1 min 50 s \| \| \| 2.º \| Jannik Steimle \| Deceuninck-Quick Step \| + 0 s \| \| \| 3.º \| Marceli Bogusławski \| HRE Mazowsze Serce Polski \| + 1 s \| \| \| 4.º \| Cees Bol \| Team DSM \| + 1 s \| \| \| 5.º \| Álvaro Hodeg \| Deceuninck-Quick Step \| + 1 s \| \| \| 6.º \| Casper Pedersen \| Team DSM \| + 1 s \| \| \| 7.º \| Maciej Bodnar \| Bora-Hansgrohe \| + 2 s \| \| \| 8.º \| Frederik Madsen \| Uno-X Pro Cycling Team \| + 2 s \| \| \| 9.º \| Jason Osborne \| Deceuninck-Quick Step \| + 2 s \| \| \| 10.º \| Peter Sagan \| Bora-Hansgrohe \| + 3 s \| \| |                     |                           |            |
| |                     |                           |            |
| |                     |                           |            |
| Clasificación general |                     |                           |            |
| Ciclista | Ciclista            | Equipo                    | Tiempo     |
| 1.º | Kaden Groves        | BikeExchange              | 1 min 50 s |
| 2.º | Jannik Steimle      | Deceuninck-Quick Step     | + 0 s      |
| 3.º | Marceli Bogusławski | HRE Mazowsze Serce Polski | + 1 s      |
| 4.º | Cees Bol            | Team DSM                  | + 1 s      |
| 5.º | Álvaro Hodeg        | Deceuninck-Quick Step     | + 1 s      |
| 6.º | Casper Pedersen     | Team DSM                  | + 1 s      |
| 7.º | Maciej Bodnar       | Bora-Hansgrohe            | + 2 s      |
| 8.º | Frederik Madsen     | Uno-X Pro Cycling Team    | + 2 s      |
| 9.º | Jason Osborne       | Deceuninck-Quick Step     | + 2 s      |
| 10.º | Peter Sagan         | Bora-Hansgrohe            | + 3 s      |

### 1.ª etapa
| Košice - Košice | etapa escarpada | (158,4 km) |

| \| Clasificación de la etapa \| Clasificación de la etapa \| Clasificación de la etapa \| Clasificación de la etapa \| Clasificación de la etapa \| \| Ciclista \| Ciclista \| Equipo \| Tiempo \| \| \| ------------------------- \| --------------------------- \| ------------------------- \| ------------------------- \| ------------------------- \| \| 1.º \| Álvaro Hodeg \| Deceuninck-Quick Step \| 3 h 34 min 38 s \| \| \| 2.º \| Peter Sagan \| Bora-Hansgrohe \| + 0 s \| \| \| 3.º \| Reinardt Janse van Rensburg \| Qhubeka NextHash \| + 0 s \| \| \| 4.º \| Cees Bol \| Team DSM \| + 0 s \| \| \| 5.º \| Michael Mørkøv \| Deceuninck-Quick Step \| + 0 s \| \| \| 6.º \| Itamar Einhorn \| Israel Start-Up Nation \| + 0 s \| \| \| 7.º \| Luca Coati \| Team Qhubeka \| + 0 s \| \| \| 8.º \| Dominik Neumann \| Elkov-Kasper \| + 0 s \| \| \| 9.º \| Norman Vahtra \| Israel Start-Up Nation \| + 0 s \| \| \| 10.º \| Francisco Galván \| Equipo Kern Pharma \| + 0 s \| \| |                             |                        |                 |
| |                             |                        |                 |
| |                             |                        |                 |
| Clasificación de la etapa |                             |                        |                 |
| Ciclista | Ciclista                    | Equipo                 | Tiempo          |
| 1.º | Álvaro Hodeg                | Deceuninck-Quick Step  | 3 h 34 min 38 s |
| 2.º | Peter Sagan                 | Bora-Hansgrohe         | + 0 s           |
| 3.º | Reinardt Janse van Rensburg | Qhubeka NextHash       | + 0 s           |
| 4.º | Cees Bol                    | Team DSM               | + 0 s           |
| 5.º | Michael Mørkøv              | Deceuninck-Quick Step  | + 0 s           |
| 6.º | Itamar Einhorn              | Israel Start-Up Nation | + 0 s           |
| 7.º | Luca Coati                  | Team Qhubeka           | + 0 s           |
| 8.º | Dominik Neumann             | Elkov-Kasper           | + 0 s           |
| 9.º | Norman Vahtra               | Israel Start-Up Nation | + 0 s           |
| 10.º | Francisco Galván            | Equipo Kern Pharma     | + 0 s           |

| \| Clasificación general \| Clasificación general \| Clasificación general \| Clasificación general \| Clasificación general \| \| Ciclista \| Ciclista \| Equipo \| Tiempo \| \| \| --------------------- \| --------------------------- \| --------------------- \| --------------------- \| --------------------- \| \| 1.º \| Álvaro Hodeg \| Deceuninck-Quick Step \| 3 h 36 min 19 s \| \| \| 2.º \| Peter Sagan \| Bora-Hansgrohe \| + 6 s \| \| \| 3.º \| Eirik Lunder \| Gazprom-RusVelo \| + 8 s \| \| \| 4.º \| Kaden Groves \| BikeExchange \| + 9 s \| \| \| 5.º \| Roger Adrià \| Equipo Kern Pharma \| + 9 s \| \| \| 6.º \| Jannik Steimle \| Deceuninck-Quick Step \| + 9 s \| \| \| 7.º \| Reinardt Janse van Rensburg \| Qhubeka NextHash \| + 10 s \| \| \| 8.º \| Cees Bol \| Team DSM \| + 10 s \| \| \| 9.º \| Casper Pedersen \| Team DSM \| + 10 s \| \| \| 10.º \| Maciej Bodnar \| Bora-Hansgrohe \| + 11 s \| \| |                             |                       |                 |
| |                             |                       |                 |
| |                             |                       |                 |
| Clasificación general |                             |                       |                 |
| Ciclista | Ciclista                    | Equipo                | Tiempo          |
| 1.º | Álvaro Hodeg                | Deceuninck-Quick Step | 3 h 36 min 19 s |
| 2.º | Peter Sagan                 | Bora-Hansgrohe        | + 6 s           |
| 3.º | Eirik Lunder                | Gazprom-RusVelo       | + 8 s           |
| 4.º | Kaden Groves                | BikeExchange          | + 9 s           |
| 5.º | Roger Adrià                 | Equipo Kern Pharma    | + 9 s           |
| 6.º | Jannik Steimle              | Deceuninck-Quick Step | + 9 s           |
| 7.º | Reinardt Janse van Rensburg | Qhubeka NextHash      | + 10 s          |
| 8.º | Cees Bol                    | Team DSM              | + 10 s          |
| 9.º | Casper Pedersen             | Team DSM              | + 10 s          |
| 10.º | Maciej Bodnar               | Bora-Hansgrohe        | + 11 s          |

### 2.ª etapa
| Spišské Podhradie - Dolný Kubín | etapa escarpada | (179,7 km) |

| \| Clasificación de la etapa \| Clasificación de la etapa \| Clasificación de la etapa \| Clasificación de la etapa \| Clasificación de la etapa \| \| Ciclista \| Ciclista \| Equipo \| Tiempo \| \| \| ------------------------- \| ------------------------- \| ------------------------- \| ------------------------- \| ------------------------- \| \| 1.º \| Jannik Steimle \| Deceuninck-Quick Step \| 4 h 18 min 30 s \| \| \| 2.º \| Peter Sagan \| Bora-Hansgrohe \| + 0 s \| \| \| 3.º \| Álvaro Hodeg \| Deceuninck-Quick Step \| + 0 s \| \| \| 4.º \| Lukáš Kubiš \| Dukla Banská Bystrica \| + 0 s \| \| \| 5.º \| Francisco Galván \| Equipo Kern Pharma \| + 0 s \| \| \| 6.º \| Gal Glivar \| Adria Mobil \| + 0 s \| \| \| 7.º \| Fabio Felline \| Astana-Premier Tech \| + 0 s \| \| \| 8.º \| Alexéi Lutsenko \| Astana-Premier Tech \| + 0 s \| \| \| 9.º \| Matúš Štoček \| Topforex ATT Investments \| + 0 s \| \| \| 10.º \| Idar Andersen \| Uno-X Pro Cycling Team \| + 0 s \| \| |                  |                          |                 |
| |                  |                          |                 |
| |                  |                          |                 |
| Clasificación de la etapa |                  |                          |                 |
| Ciclista | Ciclista         | Equipo                   | Tiempo          |
| 1.º | Jannik Steimle   | Deceuninck-Quick Step    | 4 h 18 min 30 s |
| 2.º | Peter Sagan      | Bora-Hansgrohe           | + 0 s           |
| 3.º | Álvaro Hodeg     | Deceuninck-Quick Step    | + 0 s           |
| 4.º | Lukáš Kubiš      | Dukla Banská Bystrica    | + 0 s           |
| 5.º | Francisco Galván | Equipo Kern Pharma       | + 0 s           |
| 6.º | Gal Glivar       | Adria Mobil              | + 0 s           |
| 7.º | Fabio Felline    | Astana-Premier Tech      | + 0 s           |
| 8.º | Alexéi Lutsenko  | Astana-Premier Tech      | + 0 s           |
| 9.º | Matúš Štoček     | Topforex ATT Investments | + 0 s           |
| 10.º | Idar Andersen    | Uno-X Pro Cycling Team   | + 0 s           |

| \| Clasificación general \| Clasificación general \| Clasificación general \| Clasificación general \| Clasificación general \| \| Ciclista \| Ciclista \| Equipo \| Tiempo \| \| \| --------------------- \| --------------------- \| ---------------------- \| --------------------- \| --------------------- \| \| 1.º \| Álvaro Hodeg \| Deceuninck-Quick Step \| 7 h 54 min 45 s \| \| \| 2.º \| Jannik Steimle \| Deceuninck-Quick Step \| + 3 s \| \| \| 3.º \| Peter Sagan \| Bora-Hansgrohe \| + 4 s \| \| \| 4.º \| Eirik Lunder \| Gazprom-RusVelo \| + 12 s \| \| \| 5.º \| Jakub Otruba \| Elkov-Kasper \| + 13 s \| \| \| 6.º \| Roger Adrià \| Equipo Kern Pharma \| + 13 s \| \| \| 7.º \| Cees Bol \| Team DSM \| + 14 s \| \| \| 8.º \| Casper Pedersen \| Team DSM \| + 14 s \| \| \| 9.º \| Maciej Bodnar \| Bora-Hansgrohe \| + 15 s \| \| \| 10.º \| Idar Andersen \| Uno-X Pro Cycling Team \| + 15 s \| \| |                 |                        |                 |
| |                 |                        |                 |
| |                 |                        |                 |
| Clasificación general |                 |                        |                 |
| Ciclista | Ciclista        | Equipo                 | Tiempo          |
| 1.º | Álvaro Hodeg    | Deceuninck-Quick Step  | 7 h 54 min 45 s |
| 2.º | Jannik Steimle  | Deceuninck-Quick Step  | + 3 s           |
| 3.º | Peter Sagan     | Bora-Hansgrohe         | + 4 s           |
| 4.º | Eirik Lunder    | Gazprom-RusVelo        | + 12 s          |
| 5.º | Jakub Otruba    | Elkov-Kasper           | + 13 s          |
| 6.º | Roger Adrià     | Equipo Kern Pharma     | + 13 s          |
| 7.º | Cees Bol        | Team DSM               | + 14 s          |
| 8.º | Casper Pedersen | Team DSM               | + 14 s          |
| 9.º | Maciej Bodnar   | Bora-Hansgrohe         | + 15 s          |
| 10.º | Idar Andersen   | Uno-X Pro Cycling Team | + 15 s          |

### 3.ª etapa
| Dolný Kubín - Považská Bystrica | etapa escarpada | (193,2 km) |

| \| Clasificación de la etapa \| Clasificación de la etapa \| Clasificación de la etapa \| Clasificación de la etapa \| Clasificación de la etapa \| \| Ciclista \| Ciclista \| Equipo \| Tiempo \| \| \| ------------------------- \| ------------------------- \| ------------------------- \| ------------------------- \| ------------------------- \| \| 1.º \| Peter Sagan \| Bora-Hansgrohe \| 4 h 28 min 47 s \| \| \| 2.º \| Kaden Groves \| BikeExchange \| + 0 s \| \| \| 3.º \| Peter Sagan \| Bora-Hansgrohe \| + 0 s \| \| \| 4.º \| Álvaro Hodeg \| Deceuninck-Quick Step \| + 0 s \| \| \| 5.º \| Antonio Puppio \| Team Qhubeka \| + 0 s \| \| \| 6.º \| Giovanni Lonardi \| Bardiani CSF Faizanè \| + 0 s \| \| \| 7.º \| Itamar Einhorn \| Israel Start-Up Nation \| + 0 s \| \| \| 8.º \| Michael Mørkøv \| Deceuninck-Quick Step \| + 0 s \| \| \| 9.º \| Adam Ťoupalík \| Elkov-Kasper \| + 0 s \| \| \| 10.º \| Dominik Neumann \| Elkov-Kasper \| + 0 s \| \| |                  |                        |                 |
| |                  |                        |                 |
| |                  |                        |                 |
| Clasificación de la etapa |                  |                        |                 |
| Ciclista | Ciclista         | Equipo                 | Tiempo          |
| 1.º | Peter Sagan      | Bora-Hansgrohe         | 4 h 28 min 47 s |
| 2.º | Kaden Groves     | BikeExchange           | + 0 s           |
| 3.º | Peter Sagan      | Bora-Hansgrohe         | + 0 s           |
| 4.º | Álvaro Hodeg     | Deceuninck-Quick Step  | + 0 s           |
| 5.º | Antonio Puppio   | Team Qhubeka           | + 0 s           |
| 6.º | Giovanni Lonardi | Bardiani CSF Faizanè   | + 0 s           |
| 7.º | Itamar Einhorn   | Israel Start-Up Nation | + 0 s           |
| 8.º | Michael Mørkøv   | Deceuninck-Quick Step  | + 0 s           |
| 9.º | Adam Ťoupalík    | Elkov-Kasper           | + 0 s           |
| 10.º | Dominik Neumann  | Elkov-Kasper           | + 0 s           |

| \| Clasificación general \| Clasificación general \| Clasificación general \| Clasificación general \| Clasificación general \| \| Ciclista \| Ciclista \| Equipo \| Tiempo \| \| \| --------------------- \| --------------------- \| --------------------- \| --------------------- \| --------------------- \| \| 1.º \| Peter Sagan \| Bora-Hansgrohe \| 12 h 23 min 30 s \| \| \| 2.º \| Álvaro Hodeg \| Deceuninck-Quick Step \| + 2 s \| \| \| 3.º \| Jannik Steimle \| Deceuninck-Quick Step \| + 5 s \| \| \| 4.º \| Roger Adrià \| Equipo Kern Pharma \| + 12 s \| \| \| 5.º \| Eirik Lunder \| Gazprom-RusVelo \| + 14 s \| \| \| 6.º \| Jakub Otruba \| Elkov-Kasper \| + 15 s \| \| \| 7.º \| Matej Zahálka \| Elkov-Kasper \| + 16 s \| \| \| 8.º \| Cees Bol \| Team DSM \| + 16 s \| \| \| 9.º \| Casper Pedersen \| Team DSM \| + 16 s \| \| \| 10.º \| Maciej Bodnar \| Bora-Hansgrohe \| + 17 s \| \| |                 |                       |                  |
| |                 |                       |                  |
| |                 |                       |                  |
| Clasificación general |                 |                       |                  |
| Ciclista | Ciclista        | Equipo                | Tiempo           |
| 1.º | Peter Sagan     | Bora-Hansgrohe        | 12 h 23 min 30 s |
| 2.º | Álvaro Hodeg    | Deceuninck-Quick Step | + 2 s            |
| 3.º | Jannik Steimle  | Deceuninck-Quick Step | + 5 s            |
| 4.º | Roger Adrià     | Equipo Kern Pharma    | + 12 s           |
| 5.º | Eirik Lunder    | Gazprom-RusVelo       | + 14 s           |
| 6.º | Jakub Otruba    | Elkov-Kasper          | + 15 s           |
| 7.º | Matej Zahálka   | Elkov-Kasper          | + 16 s           |
| 8.º | Cees Bol        | Team DSM              | + 16 s           |
| 9.º | Casper Pedersen | Team DSM              | + 16 s           |
| 10.º | Maciej Bodnar   | Bora-Hansgrohe        | + 17 s           |

### 4.ª etapa
| Trenčianske Teplice - Trnava | etapa escarpada | (159,2 km) |

| \| Clasificación de la etapa \| Clasificación de la etapa \| Clasificación de la etapa \| Clasificación de la etapa \| Clasificación de la etapa \| \| Ciclista \| Ciclista \| Equipo \| Tiempo \| \| \| ------------------------- \| ------------------------- \| ------------------------- \| ------------------------- \| ------------------------- \| \| 1.º \| Itamar Einhorn \| Israel Start-Up Nation \| 3 h 27 min 40 s \| \| \| 2.º \| Peter Sagan \| Bora-Hansgrohe \| + 0 s \| \| \| 3.º \| Cees Bol \| Team DSM \| + 0 s \| \| \| 4.º \| Jannik Steimle \| Deceuninck-Quick Step \| + 0 s \| \| \| 5.º \| Kaden Groves \| BikeExchange \| + 0 s \| \| \| 6.º \| Fabio Felline \| Astana-Premier Tech \| + 0 s \| \| \| 7.º \| Alexander Konychev \| BikeExchange \| + 0 s \| \| \| 8.º \| Andreas Stokbro \| Qhubeka NextHash \| + 0 s \| \| \| 9.º \| Alexéi Lutsenko \| Astana-Premier Tech \| + 0 s \| \| \| 10.º \| Jakub Kaczmarek \| HRE Mazowsze Serce Polski \| + 0 s \| \| |                    |                           |                 |
| |                    |                           |                 |
| |                    |                           |                 |
| Clasificación de la etapa |                    |                           |                 |
| Ciclista | Ciclista           | Equipo                    | Tiempo          |
| 1.º | Itamar Einhorn     | Israel Start-Up Nation    | 3 h 27 min 40 s |
| 2.º | Peter Sagan        | Bora-Hansgrohe            | + 0 s           |
| 3.º | Cees Bol           | Team DSM                  | + 0 s           |
| 4.º | Jannik Steimle     | Deceuninck-Quick Step     | + 0 s           |
| 5.º | Kaden Groves       | BikeExchange              | + 0 s           |
| 6.º | Fabio Felline      | Astana-Premier Tech       | + 0 s           |
| 7.º | Alexander Konychev | BikeExchange              | + 0 s           |
| 8.º | Andreas Stokbro    | Qhubeka NextHash          | + 0 s           |
| 9.º | Alexéi Lutsenko    | Astana-Premier Tech       | + 0 s           |
| 10.º | Jakub Kaczmarek    | HRE Mazowsze Serce Polski | + 0 s           |

## Clasificaciones finales
- Las clasificaciones finalizaron de la siguiente forma:[2]

### Clasificación general
| \| Clasificación general \| Clasificación general \| Clasificación general \| Clasificación general \| Clasificación general \| \| Ciclista \| Ciclista \| Equipo \| Tiempo \| \| \| --------------------- \| --------------------- \| ---------------------- \| --------------------- \| --------------------- \| \| 1.º \| Peter Sagan \| Bora-Hansgrohe \| 15 h 51 min 00 s \| \| \| 2.º \| Jannik Steimle \| Deceuninck-Quick Step \| + 11 s \| \| \| 3.º \| Cees Bol \| Team DSM \| + 17 s \| \| \| 4.º \| Roger Adrià \| Equipo Kern Pharma \| + 22 s \| \| \| 5.º \| Idar Andersen \| Uno-X Pro Cycling Team \| + 24 s \| \| \| 6.º \| Casper Pedersen \| Team DSM \| + 26 s \| \| \| 7.º \| Maciej Bodnar \| Bora-Hansgrohe \| + 27 s \| \| \| 8.º \| Alexéi Lutsenko \| Astana-Premier Tech \| + 27 s \| \| \| 9.º \| Fabio Felline \| Astana-Premier Tech \| + 30 s \| \| \| 10.º \| Niklas Märkl \| Team DSM \| + 30 s \| \| |                 |                        |                  |
| |                 |                        |                  |
| |                 |                        |                  |
| Clasificación general |                 |                        |                  |
| Ciclista | Ciclista        | Equipo                 | Tiempo           |
| 1.º | Peter Sagan     | Bora-Hansgrohe         | 15 h 51 min 00 s |
| 2.º | Jannik Steimle  | Deceuninck-Quick Step  | + 11 s           |
| 3.º | Cees Bol        | Team DSM               | + 17 s           |
| 4.º | Roger Adrià     | Equipo Kern Pharma     | + 22 s           |
| 5.º | Idar Andersen   | Uno-X Pro Cycling Team | + 24 s           |
| 6.º | Casper Pedersen | Team DSM               | + 26 s           |
| 7.º | Maciej Bodnar   | Bora-Hansgrohe         | + 27 s           |
| 8.º | Alexéi Lutsenko | Astana-Premier Tech    | + 27 s           |
| 9.º | Fabio Felline   | Astana-Premier Tech    | + 30 s           |
| 10.º | Niklas Märkl    | Team DSM               | + 30 s           |

### Clasificación por puntos
| Clasificación por puntos | Clasificación por puntos | Clasificación por puntos | Clasificación por puntos | Clasificación por puntos |
| Ciclista                 | Ciclista                 | Equipo                   | Puntos                   |                          |
| ------------------------ | ------------------------ | ------------------------ | ------------------------ | ------------------------ |
| 1.º                      | Peter Sagan              | Bora-Hansgrohe           | 58 pts                   |                          |
| 2.º                      | Álvaro Hodeg             | Deceuninck-Quick Step    | 34 pts                   |                          |
| 3.º                      | Jannik Steimle           | Deceuninck-Quick Step    | 32 pts                   |                          |
| 4.º                      | Cees Bol                 | Team DSM                 | 28 pts                   |                          |
| 5.º                      | Itamar Einhorn           | Israel Start-Up Nation   | 24 pts                   |                          |
| 6.º                      | Roger Adrià              | Equipo Kern Pharma       | 18 pts                   |                          |
| 7.º                      | Kaden Groves             | BikeExchange             | 18 pts                   |                          |
| 8.º                      | Eirik Lunder             | Gazprom-RusVelo          | 16 pts                   |                          |
| 9.º                      | Matej Zahálka            | Elkov-Kasper             | 16 pts                   |                          |
| 10.º                     | Fredrik Dversnes         | Gazprom-RusVelo          | 16 pts                   |                          |

### Clasificación de la montaña
| Clasificación de la montaña | Clasificación de la montaña | Clasificación de la montaña | Clasificación de la montaña | Clasificación de la montaña |
| Ciclista                    | Ciclista                    | Equipo                      | Puntos                      |                             |
| --------------------------- | --------------------------- | --------------------------- | --------------------------- | --------------------------- |
| 1.º                         | Andrea Garosio              | Bardiani CSF Faizanè        | 37 pts                      |                             |
| 2.º                         | Roger Adrià                 | Equipo Kern Pharma          | 16 pts                      |                             |
| 3.º                         | Tomasz Budziński            | HRE Mazowsze Serce Polski   | 13 pts                      |                             |
| 4.º                         | Jan Bárta                   | Elkov-Kasper                | 12 pts                      |                             |
| 5.º                         | Domenico Pozzovivo          | Qhubeka NextHash            | 12 pts                      |                             |
| 6.º                         | Matej Zahálka               | Elkov-Kasper                | 11 pts                      |                             |
| 7.º                         | Fredrik Dversnes            | Gazprom-RusVelo             | 10 pts                      |                             |
| 8.º                         | Peter Sagan                 | Bora-Hansgrohe              | 9 pts                       |                             |
| 9.º                         | Idar Andersen               | Uno-X Pro Cycling Team      | 8 pts                       |                             |
| 10.º                        | Gabriele Petrelli           | Cycling Team Friuli ASD     | 6 pts                       |                             |

### Clasificación de los jóvenes
| Clasificación del mejor joven | Clasificación del mejor joven | Clasificación del mejor joven | Clasificación del mejor joven | Clasificación del mejor joven |
| Ciclista                      | Ciclista                      | Equipo                        | Tiempo                        |                               |
| ----------------------------- | ----------------------------- | ----------------------------- | ----------------------------- | ----------------------------- |
| 1.º                           | Idar Andersen                 | Uno-X Pro Cycling Team        | 15 h 51 min 24 s              |                               |
| 2.º                           | Niklas Märkl                  | Team DSM                      | + 6 s                         |                               |
| 3.º                           | Gabriele Petrelli             | Cycling Team Friuli ASD       | + 1 min 09 s                  |                               |
| 4.º                           | Eirik Lunder                  | Gazprom-RusVelo               | + 9 min 03 s                  |                               |
| 5.º                           | Leon Heinschke                | Development Team DSM          | + 9 min 07 s                  |                               |
| 6.º                           | Lukáš Kubiš                   | Dukla Banská Bystrica         | + 9 min 09 s                  |                               |
| 7.º                           | Matúš Štoček                  | Topforex ATT Investments      | + 9 min 10 s                  |                               |
| 8.º                           | Gleb Brussenskiy              | Astana-Premier Tech           | + 9 min 10 s                  |                               |
| 9.º                           | Antonio Puppio                | Team Qhubeka                  | + 9 min 11 s                  |                               |
| 10.º                          | Aljaž Jarc                    | Adria Mobil                   | + 9 min 12 s                  |                               |

### Clasificación por equipos
| Clasificación por equipos | Clasificación por equipos | Clasificación por equipos | Clasificación por equipos |
| Equipo                    | Equipo                    | Tiempo                    |                           |
| ------------------------- | ------------------------- | ------------------------- | ------------------------- |
| 1.º                       | Team DSM                  | 47 h 34 min 20 s          |                           |
| 2.º                       | BikeExchange              | + 6 s                     |                           |
| 3.º                       | Qhubeka NextHash          | + 12 s                    |                           |
| 4.º                       | Bora-Hansgrohe            | + 22 s                    |                           |
| 5.º                       | Israel Start-Up Nation    | + 3 min 39 s              |                           |

## Evolución de las clasificaciones
| Etapa                   | Vencedor                | Clasificación general | Clasificación por puntos | Clasificación de la montaña | Clasificación de los jóvenes | Clasificación del mejor eslovaco | Clasificación por equipos |
| ----------------------- | ----------------------- | --------------------- | ------------------------ | --------------------------- | ---------------------------- | -------------------------------- | ------------------------- |
| Prólogo                 | Kaden Groves            | Kaden Groves          | no se entregó            | no se entregó               | Julius Johansen              | Peter Sagan                      | Deceuninck-Quick Step     |
| 1.ª                     | Álvaro Hodeg            | Álvaro Hodeg          | Eirik Lunder             | Andrea Garosio              | Eirik Lunder                 | Peter Sagan                      | Deceuninck-Quick Step     |
| 2.ª                     | Jannik Steimle          | Álvaro Hodeg          | Álvaro Hodeg             | Andrea Garosio              | Eirik Lunder                 | Peter Sagan                      | DSM                       |
| 3.ª                     | Kristoffer Halvorsen    | Peter Sagan           | Peter Sagan              | Andrea Garosio              | Eirik Lunder                 | Peter Sagan                      | DSM                       |
| 4.ª                     | Itamar Einhorn          | Peter Sagan           | Peter Sagan              | Andrea Garosio              | Idar Andersen                | Peter Sagan                      | DSM                       |
| Clasificaciones finales | Clasificaciones finales | Peter Sagan           | Peter Sagan              | Andrea Garosio              | Idar Andersen                | Peter Sagan                      | DSM                       |

## UCI World Ranking
El Tour de Eslovaquia otorgó puntos para el UCI World Ranking para corredores de los equipos en las categorías UCI WorldTeam, UCI ProTeam y Continental. Las siguientes tablas son el baremo de puntuación y los 10 corredores que obtuvieron más puntos:
| Posición              | 1.º | 2.º | 3.º | 4.º | 5.º | 6.º | 7.º | 8.º | 9.º | 10.º | 11.º | 12.º | 13.º-15.º | 16.º-25.º |
| Clasificación general | 125 | 85  | 70  | 60  | 50  | 40  | 35  | 30  | 25  | 20   | 15   | 10   | 5         | 3         |
| Por etapa             | 14  | 5   | 3   |     |     |     |     |     |     |      |      |      |           |           |
| Líder                 | 3   |     |     |     |     |     |     |     |     |      |      |      |           |           |

| Clasificación |                 |                       |         |       |       |       |
| Posición      | Ciclista        | Equipo                | General | Etapa | Líder | Total |
| ------------- | --------------- | --------------------- | ------- | ----- | ----- | ----- |
| 1.º           | Peter Sagan     | Bora-Hansgrohe        | 125     | 18    | 3     | 146   |
| 2.º           | Jannik Steimle  | Deceuninck-Quick Step | 85      | 19    | -     | 104   |
| 3.º           | Cees Bol        | DSM                   | 70      | 3     | -     | 73    |
| 4.º           | Roger Adrià     | Kern Pharma           | 60      | -     | -     | 60    |
| 5.º           | Idar Andersen   | Uno-X                 | 50      | -     | -     | 50    |
| 6.º           | Casper Pedersen | DSM                   | 40      | -     | -     | 40    |
| 7.º           | Maciej Bodnar   | Bora-Hansgrohe        | 35      | -     | -     | 35    |
| 8.º           | Alexey Lutsenko | Astana-Premier Tech   | 30      | -     | -     | 30    |
| 9.º           | Fabio Felline   | Astana-Premier Tech   | 25      | -     | -     | 25    |
| 10.º          | Kaden Groves    | BikeExchange          | 3       | 19    | 3     | 25    |